# Mikko Koivisto
Mikko Koivisto (Vantaa, 18 aprile 1987) è un cestista finlandese.

## Carriera
Dal 2011 al 2014 ha militato nella squadra finlandese Loimaan Korikonkarit. Dal 2008 gioca nella nazionale finlandese.

## Palmarès
- Campionato finlandese: 3

LoKoKo: 2011-12, 2012-13
Vilpas Vikings: 2020-21
- Coppa di Finlandia: 1

Vilpas Vikings: 2019